# Louisburg (Minnesota)
Louisburg és una població dels Estats Units a l'estat de Minnesota. Segons el cens del 2000 tenia 26 habitants.

## Demografia
Segons el cens del 2000, Louisburg tenia 26 habitants, 13 habitatges, i 7 famílies. La densitat de població era de 32,4 habitants per km².
Dels 13 habitatges en un 23,1% hi vivien nens de menys de 18 anys, en un 61,5% hi vivien parelles casades, en un 0% dones solteres, i en un 38,5% no eren unitats familiars. En el 38,5% dels habitatges hi vivien persones soles el 15,4% de les quals corresponia a persones de 65 anys o més que vivien soles. El nombre mitjà de persones vivint en cada habitatge era de 2 i el nombre mitjà de persones que vivien en cada família era de 2,63.
Per edats la població es repartia de la següent manera: un 19,2% tenia menys de 18 anys, un 0% entre 18 i 24, un 15,4% entre 25 i 44, un 26,9% de 45 a 60 i un 38,5% 65 anys o més.
L'edat mediana era de 52 anys. Per cada 100 dones de 18 o més anys hi havia 110 homes.
La renda mediana per habitatge era de 18.750 $ i la renda mediana per família de 24.375 $. Els homes tenien una renda mediana de 25.417 $ mentre que les dones 35.625 $. La renda per capita de la població era de 14.535 $. Cap de les famílies estaven per davall del llindar de pobresa.

## Poblacions més properes
El següent diagrama mostra les poblacions més properes.